# Ларевка
Ларевка — река в России, протекает в Чердынском районе Пермского края.

## Описание
Длина реки составляет 54 км, площадь водосборного бассейна 435 км². Протекает в северной части Чердынского района, преимущественно в юго-западном направлении.
Устье реки находится в 75 км по левому берегу реки Вишерка, вскоре после её истока из Чусовского озера. Населённых пунктов на берегах реки нет.
Притоки (км от устья)
- 5,3 км: Нижняя Еловка (лв)
- 14 км: Чёрная (пр)
- 26 км: Малая Ларёвка (пр)
- 30 км: Чёрная (лв)

## Данные водного реестра
По данным государственного водного реестра России относится к Камскому бассейновому округу, водохозяйственный участок реки — Кама от водомерного поста у села Бондюг до города Березники, речной подбассейн реки — бассейны притоков Камы до впадения Белой. Речной бассейн реки — Кама.
Код объекта в государственном водном реестре — 10010100212111100006420.